# Brunnerska körtlarna
Brunnerska körtlarna (Glandulae duodenales) finns i tolvfingertarmen (duodenum) och utsöndrar bikarbonat för att skydda tarmen genom att neutralisera saltsyran som kommer in från magsäcken.
Körtlarna är uppkallade efter den schweiziske läkaren Johann Conrad Brunner (1653–1727).